# Église Saint-Philippe de Tortola
L'église Saint-Philippe, également connue sous le nom d'église africaine, est une église anglicane située à l'est de Road Town dans les îles Vierges britanniques. Elle a été construite par des Africains libérés de navires négriers illégaux en 1840.
Au début du XXIe siècle, le bâtiment était en ruine car il n'avait pas été utilisé régulièrement depuis des décennies. Des efforts pour stabiliser les vestiges sont en cours car c'est un site historique unique dans les îles Vierges. Les historiens locaux affirment que c'est la plus ancienne église noire composée de paroissiens noirs libre à avoir survécu en Amérique. Bien que des églises noires libres aient été établies au début du XIXe siècle à Philadelphie, en Pennsylvanie, aux États-Unis, leurs bâtiments d'origine ont été remplacés.

## Historique
La Grande-Bretagne a interdit la traite des esclaves africains en vertu du Slave Trade Act de 1807, suivie des États-Unis en 1808. La Royal Navy patrouillait, d'une part, dans les Caraïbes pour intercepter des navires étrangers transportant illégalement des esclaves dans les Amériques, et, d'autre part, au large de l'Afrique. En janvier 1808, le HMS Cerberus s'empara de la goélette américaine Nancy, avec une cargaison de Sénégalais esclaves dans les eaux du territoire. Il libéra les esclaves et les installa aux Bahamas.
Entre août 1814 et février 1815, la Royal Navy s'empare de cargos d'esclaves du Vénus, du Manuella, du l'Atrévido et du Candelaria. Il a libéra 1 318 Africains sur Tortola, que le gouvernement avait choisie pour être une colonie noire libre. En 1819, un navire négrier portugais, le Donna Paula, a fait naufrage sur le récif à Anegada. L'équipage du navire et 235 esclaves ont été sauvés de l'épave et emmenés dans les îles. D'autres naufrages au large d'Anegada ont été signalés en 1817 et 1824. Des Africains libérés décédèrent parfois des suites de conditions pénibles dans le Passage du milieu.
Les Britanniques ont offert aux Africains libérés la possibilité de servir dans l'armée sur de plus grandes îles, une opportunité que beaucoup acceptèrent. Un certain nombre resta et s'installa dans le territoire. Ils devaient passer par une phase d'« apprentissage » ou une servitude sous contrat pendant 14 ans, à l'issue desquels ils étaient absolument libres. En 1828, les Africains libérés reçurent des certificats de liberté, afin de ne pas être confondus avec des esclaves.
Le gouvernement colonial a fourni des terres aux Africains libérés. En 1831, la région, désormais connue sous le nom de Kingstown (Tortola), qui était alors inhabitée, a été divisée, c'est-à-dire que chaque Africain nouvellement libéré s'est vu attribuer un terrain pour une maison et des cultures. Beaucoup se sont convertis au christianisme et le gouvernement colonial a soutenu la construction d'une église anglicane, en pierre près des rives de la région de Kingstown, dédiée à saint Philippe.
Les Africains libres vivaient dans une situation parfois difficile, entre les Blancs coloniaux (qui les considéraient comme un fardeau et probablement une influence subversive sur les esclaves) et la masse des esclaves. Ils développèrent alors une solidarité au sein de leur communauté mais furent victimes de discrimination. Ils étaient, pour la plupart, isolés des esclaves et travaillaient pour préserver leur statut d'hommes libres.

## XXIe siècle

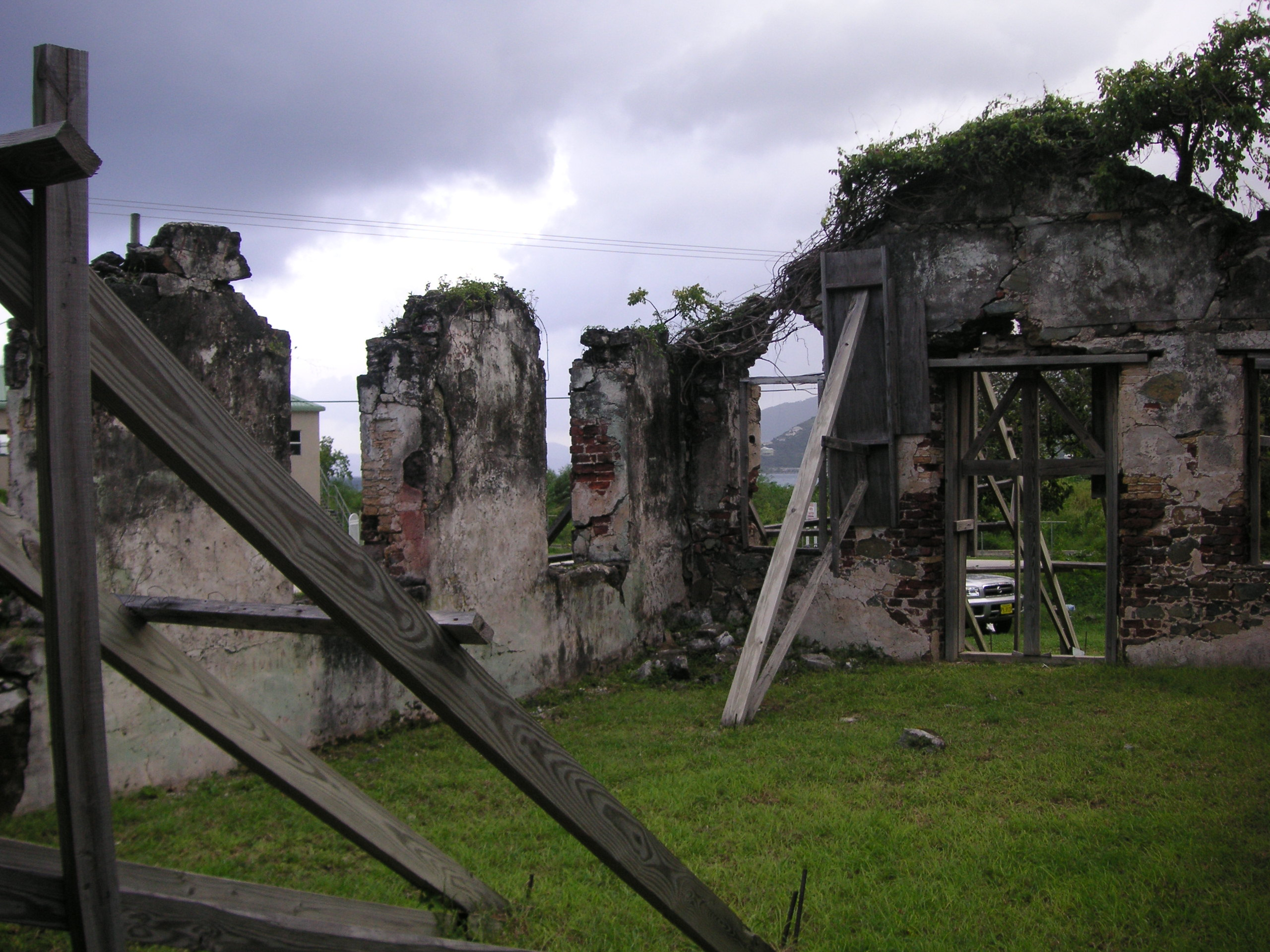
St Phillips Church, Tortola, photo de l'intérieur en 2006 par Colin Riegels.

L'église est en ruine et n'est plus utilisée depuis des décennies. Des cérémonies de mariage civil occasionnelles sont organisées dans ses murs. Des graffitis ont été enduits sur certains murs. L'église est située sur un terrain privé, mais le propriétaire permet aux visiteurs de la visiter. Il y a eu des discussions sur l'achat du site par le gouvernement ou le National Parks Trust, mais cela ne s'est pas produit.
Un projet de restauration est en cours pour stabiliser les vestiges afin de les préserver et de mettre en valeur le site dans le tourisme patrimonial. Il jouit d'un statut historique unique en tant que monument commémorant l'abolition de la traite négrière et un élément du patrimoine religieux du territoire.